# Kerim Zengin
Kerim Zengin (* 13. April 1985 in Mersin) ist ein türkischer Fußballspieler.

## Karriere
Der Stürmer begann seine Profikarriere bei Mersin İdman Yurdu und wechselte im Sommer 2001 zu den Amateuren von Fenerbahçe Istanbul. 2003 kam er in die erste Mannschaft, war dort meistens jedoch nur Reservespieler. Die Saison 2004/2005 verbrachte er wieder bei Mersin Idman Yurdu als Leihspieler und kehrte nach einer Saison in den Profikader von Fenerbahçe Istanbul zurück. Dabei absolvierte Zengin einige Spiele als rechter Verteidiger.
Zur Saison 2007/2008 wechselte Kerim Zengin auf Leihbasis zu Istanbul Büyükşehir Belediyespor. Istanbul BB einigte sich mit Fenerbahçe und Kerim Zengin auf eine weitere Saison.
Ab der Winterpause 2011/12 spielte er für den Erstligisten Gaziantepspor. Bereits nach einem Jahr verließ er zur Wintertransferperiode 2012/13 Gaziantepspor und wechselte innerhalb der Liga zum Hauptstadtverein Gençlerbirliği Ankara. Zum Sommer 2013 wechselte Zengin zum Ligakonkurrenten Akhisar Belediyespor. Nach etwa zwei Spielzeiten verließ Zengin Belediyespor im Februar 2015.
Für die Saison 2015/16 heuerte er bei seinem früheren Verein Karabükspor an.

## Erfolge
Mit Gaziantepspor
- Spor-Toto-Pokal-Sieger: 2012